# Oxymonadida
Oxymonadida – takson pierwotniaków z grupy Metamonada.
Oxymonadida to grupa wiciowców żyjących w przewodach pokarmowych zwierząt. Zwykle mają po cztery wici. Współżyją ze zwierzętami roślinożernymi, trawiąc celulozę znajdującą się w ich treści pokarmowej. Ze względu na środowisko życia, nie oddychają tlenowo i utraciły mitochondria. W ich miejsce mogą mieć inne organella, homologiczne z mitochondriami, choć jeden z ich przedstawicieli – Monocercomonoides sp. – utracił mitochondria całkowicie. Nie mają też zauważalnego aparatu Golgiego, jednak wykryto u nich białka związane z tym organellum. Cykl płciowy mają zróżnicowany i nietypowy.
Pozycja systematyczna Oxymonadida jest niejasna. Stosunkowo zgodnie są one włączane do typu Metamonada. W związku z tym mogą być zaliczone do supergrupy Excavata. Najbliższą grupą siostrzaną tworzy linia zawierająca żyjące wolno wiciowce z rodzaju Trimastix (Paratrimastix). Ze względu na brak niektórych organelli Thomas Cavalier-Smith postulował włączenie Oxymonadida (i innych Metamonada) do królestwa Archeoza, które według jego hipotezy miało reprezentować prymitywny typ organizacji eukariontów. Ostatecznie jednak odkryto, że praktycznie wszyscy przedstawiciele tego postulowanego królestwa mają organella homologiczne do mitochondriów lub przynajmniej mają pozostałości metabolizmu tych organelli i nie ma innych przesłanek za ich pokrewieństwem.